# Salvador Martínez Pérez
Salvador Martínez Pérez (Abasolo, Guanajuato, 26 de febrero de 1933 – Irapuato, Guanajuato, 2 de enero de 2019), fue un sacerdote y obispo católico mexicano que se desempeñó de 1994 a 2009 como obispo de la diócesis de Huejutla en el estado de Hidalgo. 
Recibió el orden sacerdotal en 1960 y fue ordenado obispo el 26 de julio de 1994 tras ser nombrado por el papa Juan Pablo II en el Centro Social del Instituto indigenista de la ciudad de Huejutla, Hidalgo, por el entonces nuncio apostólico Girolamo Prigione, fungiendo como consagrantes los obispos Rosendo Huesca Pacheco y Ricardo Guízar Díaz.